# Beni Baningime
Beni Tangama Baningime (Kinsasa, República Democrática del Congo, 9 de septiembre de 1998) es un futbolista congoleño. Juega de centrocampista y su equipo actual es el Heart of Midlothian F. C. de la Scottish Premiership.

## Trayectoria
Nacido en Kinsasa, se mudó con su familia a Wigan, Inglaterra, a los ocho años de edad.
En 2007 entró a las inferiores del Everton F. C. y fue promovido al primer equipo en la temporada 2017-18. Debutó como profesional en octubre de 2017 ante el Chelsea F. C. en la Copa de la Liga. Jugó su primer encuentro de Premier League el 20 de ese mismo mes contra el Leicester City F. C.
En enero de 2019 fue enviado a préstamo al Wigan Athletic F. C. por el resto de la temporada. Acumuló una segunda cesión en enero de 2021 al Derby County de la EFL Championship.
El 29 de julio de 2021 fichó por el Heart of Midlothian F. C. de la Scottish Premiership.

## Estadísticas
Actualizado al último partido disputado el 18 de mayo de 2025.
| Club                              | Div.          | Temporada     | Liga  | Liga  | Copas nacionales | Copas nacionales | Copas internacionales | Copas internacionales | Total | Total |
| Club                              | Div.          | Temporada     | Part. | Goles | Part.            | Goles            | Part.                 | Goles                 | Part. | Goles |
| --------------------------------- | ------------- | ------------- | ----- | ----- | ---------------- | ---------------- | --------------------- | --------------------- | ----- | ----- |
| Everton F. C. Inglaterra          | 1.ª           | 2017-18       | 8     | 0     | 1                | 0                | 3                     | 0                     | 12    | 0     |
| Wigan Athletic F. C. Inglaterra   | 2.ª           | 2018-19       | 1     | 0     | ―                | ―                | ―                     | ―                     | 1     | 0     |
| Wigan Athletic F. C. Inglaterra   | Total club    | Total club    | 1     | 0     | 0                | 0                | 0                     | 0                     | 1     | 0     |
| Everton F. C. Inglaterra          | 1.ª           | 2019-20       | 0     | 0     | 0                | 0                | ―                     | ―                     | 0     | 0     |
| Everton F. C. Inglaterra          | Total club    | Total club    | 8     | 0     | 1                | 0                | 3                     | 0                     | 12    | 0     |
| Derby County F. C. Inglaterra     | 2.ª           | 2020-21       | 2     | 0     | 0                | 0                | ―                     | ―                     | 2     | 0     |
| Derby County F. C. Inglaterra     | Total club    | Total club    | 2     | 0     | 0                | 0                | 0                     | 0                     | 2     | 0     |
| Heart of Midlothian F. C. Escocia | 1.ª           | 2021-22       | 24    | 1     | 3                | 1                | ―                     | ―                     | 27    | 2     |
| Heart of Midlothian F. C. Escocia | 1.ª           | 2022-23       | 0     | 0     | 0                | 0                | ―                     | ―                     | 0     | 0     |
| Heart of Midlothian F. C. Escocia | 1.ª           | 2023-24       | 29    | 0     | 6                | 0                | 1                     | 0                     | 36    | 0     |
| Heart of Midlothian F. C. Escocia | 1.ª           | 2024-25       | 28    | 0     | 4                | 0                | 2                     | 0                     | 34    | 0     |
| Heart of Midlothian F. C. Escocia | Total club    | Total club    | 81    | 1     | 13               | 1                | 3                     | 0                     | 97    | 2     |
| Total carrera                     | Total carrera | Total carrera | 92    | 1     | 14               | 1                | 6                     | 0                     | 112   | 2     |

## Vida personal
Su hermano Divin Baningime también es futbolista.